# IJNL ijshockey bekercompetitie 2019/20
De IJNL bekercompetitie 2019/20 was de 50 editie van het nationale ijshockeybekertoernooi dat onder auspiciën van IJshockey Nederland (IJNL, voorheen NIJB) wordt georganiseerd.
Titelhouder was Nijmegen Devils dat als AHOUD Devils Nijmegen in het vorige seizoen in de finale CAIROX Hijs Hokij Den Haag met 4-3 (na verlenging) versloeg.
Flyers Heerenveen, dit seizoen onder de naam 'UNIS Flyers Heerenveen' uitkomend en twaalfvoudig bekerwinnaar, versloeg in de finale die op woensdag 15 januari 2020 in het IJssportcentrum te Eindhoven gespeeld werd, de titelhouder, dit seizoen als Select 4-u Devils Nijmegen spelend, met 5-2.
Het eerste team van Destil Trappers Tilburg, nam voor het vijfde opeenvolgende jaar niet deel aan deze competitie. Het team speelde net als de vier voorgaande seizoenen geheel buiten de Nederlandse grenzen; het kwam uit in de Oberliga-Nord, op het derde niveau in het Duitse ijshockey.

## Competitie
De reguliere competitie ging van start op vrijdag 27 september, zes dagen na de traditionele openingswedstrijd van het ijshockeyseizoen in Nederland waarin om de Ron Bertelingschaal wordt gestreden. De reguliere competitie werd dit seizoen grotendeels voor aanvang van de vijfde editie van de BeNe-league ijshockey op zaterdag 2 november gespeeld, vijf wedstrijden werden nog op of na deze datum gespeeld, de laatste op zaterdag 9 november. Deelnemers waren de zes Nederlandse teams van de BeNe-league ijshockey 2019/20.

### Opzet
De zes teams kwamen uit in één poule. Hier binnen werd een enkele competitie gespeeld (thuis-/uitwedstrijden). Het totaal behaalde punten uit deze 10 wedstrijden bepaalde de competitie eindstand. Hierna volgde de knock-outfase tussen de top-4. In de halve finale werd in een best-of-2 gespeeld volgens schema: 1-4, 2-3. De beide winnaars van deze duels speelden de bekerfinale.
Puntentelling
Een gewonnen wedstrijd leverde drie punten op. Bij een gelijkspel volgde een verlenging (sudden victory overtime; 3-tegen-3) van maximaal vijf minuten, eventueel gevolgd door een penaltyshoot-out. Het team dat scoorde won de wedstrijd met één doelpunt verschil. De winnaar kreeg twee punten, de verliezer één punt.

### Eindstand
AW = aantal wedstrijden
WP = winstpartij (3 punten)
GW = gelijk en gewonnen na verlenging (2 punten)
GV = gelijk en verloren na verlenging (1 punt)
V = verloren partij (0 punten)
Pnt = totaal punten
V-T = doelpunten voor/tegen
| #  | Club                       | AW | W  | GW | GV | V  | Pnt | V-T    |
| -- | -------------------------- | -- | -- | -- | -- | -- | --- | ------ |
| 01 | UNIS Flyers Heerenveen     | 10 | 08 | 02 | 0  | 0  | 28  | 55-21  |
| 02 | CAIROX Hijs Hokij Den Haag | 10 | 06 | 0  | 01 | 03 | 19  | 44-22  |
| 03 | Select 4-u Devils Nijmegen | 10 | 05 | 01 | 01 | 03 | 18  | 53-34  |
| 04 | Microz Eaters Limburg      | 10 | 06 | 0  | 0  | 04 | 18  | 50-26  |
| 05 | Zoetermeer Panters         | 10 | 02 | 0  | 01 | 07 | 07  | 39-50  |
| 06 | Tilburg Trappers Bnl       | 10 | 0  | 0  | 0  | 10 | 0   | 16-104 |

### Uitslagen
| Club                 | DEVI   | EATE | FLYE | HIJS   | TILB | ZOET |
| -------------------- | ------ | ---- | ---- | ------ | ---- | ---- |
| Devils Nijmegen      |        | 6-2  | 2-5  | 4-5    | 16-1 | 6-3  |
| Eaters Geleen        | 4-3    |      | 2-3  | 4-0    | 11-1 | 6-0  |
| Flyers Heerenveen    | 3-2 nv | 5-2  |      | 2-1 ps | 11-1 | 7-3  |
| Hijs Hokij Den Haag  | 3-4    | 4-1  | 2-3  |        | 10-1 | 4-1  |
| Tilburg Trappers Bnl | 6-7    | 0-10 | 1-10 | 0-10   |      | 2-10 |
| Zoetermeer Panters   | 2-3 nv | 4-8  | 5-6  | 2-5    | 9-3  |      |

nv = na verlenging (over time)
ps = na penalty shoot-out

## Eindfase

### Halve finale
De halve finale werd door middel van een “best-of-2” (op basis van wedstrijdpunten) gespeeld. De wedstrijden vonden plaats op zaterdag 21 en zondag 22 december.
| Competitie #1 - #4 |                   |         |                |                   |
| Datum              | Thuisteam         | Uitslag | Periodestanden | Uitteam           |
| 21/12              | Eaters Limburg    | 1-3     | 0-1, 0-2, 1-0  | Flyers Heerenveen |
| 22/12              | Flyers Heerenveen | 5-2     | 2-1, 1-1, 2-0  | Eaters Limburg    |

| Competitie #2 - #3 |                     |         |                |                     |
| Datum              | Thuisteam           | Uitslag | Periodestanden | Uitteam             |
| 21/12              | Hijs Hokij Den Haag | 2-4     | 1-0, 0-3, 1-1  | Devils Nijmegen     |
| 22/12              | Devils Nijmegen     | 1-5     | 0-0, 1-1, 0-4  | Hijs Hokij Den Haag |
| 22/12              | Devils Nijmegen     | 1-0     | (overtime)     | Hijs Hokij Den Haag |

### Finale
De finale werd op woensdag 15 januari 2020 in het IJssportcentrum te Eindhoven gespeeld.
| Datum | Winnaar           | Uitslag | Periodestanden | Finalist        |
| ----- | ----------------- | ------- | -------------- | --------------- |
| 15/01 | Flyers Heerenveen | 5-2     | 1-1, 3-0, 1-1  | Devils Nijmegen |